# A3 고속도로
A3 고속도로는 스위스 북동부의 고속도로로 프랑스에서 남동쪽 국경을 향해 대각선으로 달리다 가 도중에 취리히를 지나게 된다. A3 고속도로의 총 길이는 약 180km이지만, 도로의 일부는 A1과 A2 고속도로의 구간을 공유한다.
A3는 스위스 고속도로 네트워크에 속한다. 이 고속도로는 바젤의 국경에서 시작하여, 프랑스 고속도로 A35와 연결된다. 비제 고속도로 분기점에서 경로는 A2와 공유된다.
아우그스트에 고속도로가 갈라지며 A2는 분기되고 A3는 라인펠덴 및 프리크를 지나 계속된다. 뵈츠베르크 터널을 지나면 비르멘스토르프 근처의 비르펠트 고속도로 분기점이 있다. 여기서 A1과 A3는 2009년 5월 4일에 개통된 우르도르프와 위틀리베르크 터널로 향하는 고속도로 인터체인지 리마트탈까지 같은 경로를 공유한다. 취리히를 지나면 고속도로는 취리히 호수의 남동쪽 둑의 언덕을 통과한다. 그것은 발렌제(발렌 호수)를 따라 계속되고 A13과의 교차점에서 끝나는 멜즈까지 이어진다.
A3는 (A1 구간과 함께) 바젤과 취리히 사이의 가장 중요한 연결을 나타내고 (A13 구간과 함께) 가장 중요한 취리히-쿠어 연결을 나타낸다.

## 구간

### 베젠-무르크
특별한 특징은 발렌 호수의 고속도로 구간이다. 1964년 베젠과 무르크 사이에 N3 센터가 주요 도로로 개통되었으며 오펜네그 (370m), 배아수번트 (1,100m), 슈탄덴호른 (460m), 글라트반트 (160m), 뮐레호른 (300m) 및 슈투츠 (180m)를 통과한다.
고속도로 구간은 무르크 / 자르간스로 향하는 도로를 처리하는 케렌처베르크 터널(5.76km 또는 3.58마일)의 개통과 함께 1986년부터 확장되었다. 오래된 6개의 터널과 발렌 호수 기슭의 도로는 단방향 운영으로 전환되어 현재 베젠 / 취리히로 가는 차도를 형성하고 있다.

### 취리히 서부 우회로
2009년 5월 4일부터 항구 비르멘스도르프와 취리히 사이의 고속도로 구간이 개통되면서 남쪽 지점 (소위 ‘서부 우회 도로’의 마지막 구간)이 바젤과 사르간스 사이에 계속 연결된다.
5월 4일에 새로운 구간이 개통되면서 기존 고속도로 2개 구간의 번호가 다시 매겨졌다. 취리히 아우토바나스트 리마트탈 - 하트투름(항상 공식적으로는 N1으로 기록됨) 시의 리더는 이제 A3 대신 A1(스위스) 또는 A1H(셔틀 하트투름)로 알려져 있다. 도시 아우토바나스트 비에디콘 - 취리히 남쪽으로 이어지는 소위 Sihlhochstrasse는 새로운 A3W(피더 비에디콘)로 불린다.
또한 서부 우회도로의 개통과 함께 측면 조치의 첫 번째 단계는 취리히 시의 이전 "서쪽 접선"을 따라 주거 지역을 통과한다. 도시 교통 고속도로 연결 종점과 비에디콘 하트투름에 사용되었던 기존 도로 열차는 5월 2일 각 방향 1차선으로 임시 계약되었다. 다음 달 2010년 여름까지 해체 작업은 지역 도로(West Street 및 Sihlfeldstrasse) 및 도시 주요 도로(Seebahnstrasse und Schimmelstrasse)로 가는 ‘임시’ 운송 경로를 계속할 것이다. 볼리스호펜 및 알비스리에덴을 통해 입사축에 배치된 다양한 구조적 조치 외에도 추가 신호등이 사용되어 계량 장비의 교통 흐름을 조절하고 주거 지역으로의 측면 교통을 매력적이지 않게 만든다.